# Ximeno el Fort
Ximeno el Fort (Navarra, finals de segle viii) va ser un vascó membre de la dinastia Ximena, anomenada pels àrabs Banu Wenneqo o descendents d'Ènnec.
Fill de Garcia o Ènnec, personatge del segle viii, potser contemporani del comte Cassi, fundador de la dinastia Banu Qassi, o d'una generació posterior. Ximeno va viure a finals de segle viii, i ha estat identificat amb Ximeno el Fort que va oposar resistència a l'emir de Còrdova Abd-ar-Rahman I, quan el 781 va creuar el país dels vascons obligant a Ximeno i a Velasco a proporcionar tributs o ostatges. Es té constància que va tenir dos fills, Garcia i Ènnec, identificat amb el pare l'iniciador de la dinastia dels reis de Pamplona Ènnec Aritza, cosa que suposa que la dinastia Ènnega, la primera reial, i la Ximena eren en realitat només una, que no és altra que la Ximena. Ximeno hauria tingut un altre fill anomenat Fortuny, mort en una lluita contra els sarraïns el 844, i va morir probablement abans de l'any 800.